# Garbiñe Ubeda
Garbiñe Ubeda Goikoetxea (Ibarra, 4 de mayo de 1967) es una escritora, diseñadora y política española. Fue elegida concejal de Tolosa por Herri Batasuna en las elecciones municipales del 26 de mayo de 1991. El 17 de marzo de 2018 es nombrada presidenta de la Asociación de los Escritores Vascos.

## Biografía
Garbiñe Ubeda ha trabajando como periodista y diseñadora. También estudió filología vasca, pero rápidamente se lanzó al mundo del trabajo, el cual, dijo que estaba claro que nació para trabajar. Le interesaba dibujar desde que era niña, pero no tuvo tiempo para trabajar en ese campo y prefirió escribir, aunque mostró claramente su pasión por crear o ilustrar libros y juegos gráficos interactivos, entre otras cosas. 
Utilizó la revista Argia para entrar en el mundo del periodismo, pero no se detuvo allí, ya que viajó aquí y allá entre diferentes medios. En marzo de 2018, asumió la presidencia de la Asociación de Escritores Vascos.

## Obras

### Crónica
- Negu Gorriak - Ideia zabaldu tour 95 (Susa, 1995)

### Ensayo
- Mila ezker (Susa, 2009)

### Novela
- Hobe isilik  (Elkar, 2013)[5]
- Sasieskola (Elkar, 2018)[6]